# Parti du peuple de Sierra Leone
Le Parti du peuple de Sierra Leone (SLPP) est le parti politique actuellement au pouvoir en Sierra Leone. La majorité de ses membres sont issus de l’ethnie Mendé, originaire du sud du pays. Le SLPP détint la majorité au Conseil législatif colonial de 1951 à 1961.

## Histoire

### Fondation
La fondation du SLPP remonte au mois d’avril 1951, avec la fusion de trois partis, à l’initiative de Siaka Stevens en réponse à la fusion de deux partis concurrents.
Le SLPP domina la vie politique sierra-léonaise au cours des années qui suivirent la Seconde Guerre mondiale. En 1955 et 1956, des émeutes éclatèrent à la suite d'une grève de l’Union des artisans et des employés des transports. Cela contribua à augmenter l’animosité entre le PPSL et les parties de l’ethnie Krio. Après les élections de 1957, Milton Margaï se retira de la tête du PPSL pour laisser la place à son frère, Albert Margaï. L’année suivante, Albert Margaï fonda un nouveau parti avec Siaka Stevens, le Parti national du peuple, qui revendiquait une plus grande participation des sierra-léonais au gouvernement colonial britannique. S’inspirant de l’indépendance obtenue par le Ghana en 1957, le PNP entendait s’appuyer sur les élites pour gérer la transition vers l’indépendance.
Une fois l’indépendance acquise en 1961, Milton Margaï revint sur le devant de la scène et le PPSL se hissa seul au pouvoir et bien que tous les partis sauf un aient signé la constitution lors de la Conférence constitutionnelle de Londres, les opposants seront souvent l’objet d’arrestation et de détention.

### Déclin
La mort de Milton Margaï en 1964 fut l’occasion pour Albert de revenir à la tête du SLPP. Il tenta de renforcer la position des élites vis-à-vis des chefs et accentua l’aspect ethnique du parti, favorisant les Mendés. La crise économique de 1966 contribua à réduire la popularité de Margaï et les élections législatives de 1967 furent remportées par le Congrès de tout le peuple (CTP). Dans une ultime tentative de conserver le pouvoir, Margaï poussa l’armée, sous le commandement de David Lansana, à déclarer la loi martiale en vigueur. Le Conseil national de réforme fut mis en place pour gouverner le pays, ce qui permit au SLPP de conserver son influence.
Lansana fut rapidement évincé par un contre-coup d’État au mois d’avril, ce qui mit fin à la domination de la vie politique par le SLPP. Le Colonel Andrew Juxon-Smith instaure le Conseil de réforme militaire pour remplacer le Conseil national de réforme et la junte promit un retour du pays au pouvoir civil. Trouvant le processus trop lent, le CTP, les étudiants et  provoquèrent la chute de la junte en 1969 et Siaka Stevens devint président.
Lorsque la Sierra Leone devint un État à parti unique en 1978, la plupart des cadres du SLPP rejoignirent les rangs du CTP.

### Renaissance
Le SLPP revint au pouvoir en 1996 avec la victoire de Ahmad Tejan Kabbah à l’élection présidentielle, recueillant 70 % des suffrages.
Aux élections législatives du 14 mai 2002, le parti recueillit 69,9 % des voix et remporta 83 des 112 sièges de la Chambre des représentants. Kabbah se représenta à l’élection présidentielle qui suivit, qu’il remporta avec 70,1 % des voix.